# Baronia de Pau
La Baronia de Pau fou una Jurisdicció senyorial centrada al castell de Pau. La baronia de Pau estigué en poder del llinatge homònim que fou molt important al país, amb personatges de gran relleu, especialment durant la baixa edat mitjana i l'època renaixentista. Al segle xvi els barons de Pau entroncaren amb la casa vescomtal de Rocabertí i en sorgí el llinatge Rocabertí-Pau. Els Pau tingueren dominis a l'altre costat de l'Albera, al Vallespir; foren senyors de les Abelles i de Cervera de la Marenda, i de Cinclaus, al mateix Empordà. Tenien casa a la ciutat de Girona, al carrer del Paó (vulgarment, del Pavo), anomenat així per l'escut d'aquesta família en el qual figura aquest ocell.
Els seus primers personatges documentats són Berenguer de Pau, esmentat el 1073, i Guillem Ramon de Pau, que ho és entre els anys 1128 i 1138. Bernat de Pau, fill de Guillem de Pau i d'Oms, que el 1329 consta com a lloctinent de les terres continentals del Regne de Mallorca, dividí les seves possessions entre dos fills i d'aquesta manera es formaren les dues branques del llinatge, la dels senyors de Cervera i la dels barons de Pau. Un altre fill de Bernat sembla que fou Pere de Pau, governador d'Atenes i Neopàtria, que ha estat considerat el darrer almogàver de Grècia; defensà molts de dies l'Acròpolis fins que s'hagué de retre el 2 de maig de 1388, fet que significà la fi de la dominació catalana a Grècia.
L'any 1524, Beatriu Joana de Pau, baronessa de Pau i senyora de Cervera de la Marenda, es casà amb Francesc de Rocabertí i de Bellera, fill del vescomte Felip-Dalmau (II). Així naixia la línia de barons cognomenats Rocabertí-Pau-Bellera, que haurien d'afegir algunes importants possessions als dominis aportats pels Pau, com les senyories d'Avinyonet i d'Espolla.
El 1698, el poble de Pau consta com a propi del comte d'Empúries, però amb la plena jurisdicció civil en poder de Francesc de Rocabertí-Pau-Bellera. La línia directa es trencà en la seva filla Anna, casada amb Josep d'Amat, marquès de Castellbell, llinatge que posseí el títol baronial de Pau a partir del 1746.